# Bartholomeus de Scrivere
Bartholomeus de Scrivere (? - 1672) was een Zuid-Nederlands dominicaan en schrijver.

## Levensloop
De Scrivere trad in het klooster bij de predikheren in Brugge. Hij was er prior van 1656 tot 1659.

## Werk
- Sermones adventuales, quadragesimales, de dominicus et festis per annum, 12 delen, handschrift.